# دوبارسکو
دوبارسکو (به لاتین: Dobarsko) یک منطقهٔ مسکونی در بلغارستان است که در شهرستان رازلوگ واقع شده‌است. دوبارسکو ۶۰۹ نفر جمعیت دارد و ۱٬۰۷۰ متر بالاتر از سطح دریا واقع شده‌است.